# لینا گوسلینگ
لینا گوسلینگ (آلمانی: Lena Goeßling؛ زادهٔ ۸ مارس ۱۹۸۶) یک بازیکن زن فوتبال اهل آلمان است. وی هم‌اکنون به عنوان هافبک برای باشگاه فوتبال وولفسبورگ و تیم ملی فوتبال زنان آلمان بازی می‌کند.